# Ablehnungsbescheid
Ein Ablehnungsbescheid ist ein Verwaltungsakt, durch den eine beantragte Leistung nicht bewilligt wurde.
Der Ablehnungsbescheid kann sich darauf stützen, dass das Gesetz die Bewilligung einer entsprechenden Leistung nicht vorsieht, beziehungsweise der Antragsteller die Voraussetzungen für die Bewilligung einer im Gesetz vorgesehenen Leistung nicht erfüllt, oder darauf, dass der Behörde bei der Entscheidung über die Leistungsbewilligung ein Ermessen eingeräumt ist, das sie im vorliegenden Fall zum Nachteil des Antragstellers ausgeübt hat.
Der Ablehnungsbescheid ist – gegebenenfalls nach Durchführung eines Vorverfahrens – mit der Verpflichtungsklage überprüfbar.